# Théâtre Eslava
Pour les articles homonymes, voir Eslava (homonymie).
Le théâtre Eslava (en espagnol : Teatro Eslava) est une salle de spectacles de la ville de Madrid, situé près de la Puerta del Sol, dans l'arrondissement du Centre.

## Histoire
Inauguré le 30 septembre 1871, il a la capacité d'accueillir un millier de spectateurs.
Il est géré par le couple d'artistes Gregorio Martínez Sierra et María de la O Lejárraga dans l'Espagne d'avant-guerre, pendant la Seconde République. 
Le théâtre est notamment connu dans l'histoire de l'art pour avoir représenté la première pièce de théâtre de Federico García Lorca, Le Maléfice du papillon, avec la danseuse La Argentinita en 1920, et en 1975 sous la Transition démocratique,  Lorsque cinq ans seront passés, également de Lorca (assassiné en 1936), avec notamment sur scène l'actrice Esperanza Roy.
Le théâtre a survécu, malgré la censure, au régime franquiste et demeure aujourd'hui l'un des hauts lieux culturels historiques de la ville de Madrid et de l'histoire du théâtre espagnol.